# 阿拉姆普尔
阿拉姆普尔（Alampur），是印度中央邦Bhind县的一个城镇。总人口9350（2001年）。

## 人口
该地2001年总人口9350人，其中男性5071人，女性4279人；0—6岁人口1486人，其中男800人，女686人；识字率60.96%，其中男性为72.41%，女性为47.39%。